# Ixora pyrrhostaura
Ixora pyrrhostaura är en måreväxtart som beskrevs av Cornelis Eliza Bertus Bremekamp. Ixora pyrrhostaura ingår i släktet Ixora och familjen måreväxter. Inga underarter finns listade i Catalogue of Life.